# Сан Ђовани (Сондрио)
Сан Ђовани је насеље у Италији у округу Сондрио, региону Ломбардија.
Према процени из 2011. у насељу је живело 286 становника. Насеље се налази на надморској висини од 668 м.